# Забулената наемателка
„Забулената наемателка“ (на английски: The Adventure of the Veiled Lodger) е разказ на писателя Артър Конан Дойл за известния детектив Шерлок Холмс. Включен е в книгата „Архив на Шерлок Холмс“, публикувана през 1927 година.

## Сюжет
Внимание:  Текстът по-долу разкрива сюжета на произведението (или части от него)!
В края на 1896 г., Уотсън, извикан от Холмс със спешна бележка, намира на гости у своя приятел госпожа Мерилоу, която е дошла да търси помощ от великия детектив. По-точно, от помощ се нуждае не тя, а нейната квартирантка госпожа Рондър, която винаги крие лицето си зад воал и иска да разкрие някаква измъчваща я тайна на Холмс. Холмс веднага си спомня, че някога без успех се е опитал да помогне на полицията при разследването на трагедия в пътуващ цирк, в която жертви са били госпожа Рондър и нейният съпруг, собственик на цирка. При обичайното хранене късно вечерта един дресиран лъв е изскочил от клетката и изглежда е убил господин Рондър като го е ударил с лапа по главата, а красивата му съпруга почти е разкъсал, при което е обезобразил ужасно лицето ѝ. Някои детайли в историята карат Холмс да смята, че не става въпрос за нещастен случай. Двамата с Уотсън веднага отиват на среща с госпожа Рондър и тя им разказва тайната на този инцидент.
Оказва се, че госпожа Рондър е била измъчвана безмилостно от съпруга си грубиян и затова заедно с любовника ѝ, атлета Леонардо, който също е работел в цирка, решават да го убият. Леонардо прави бухалка с гвоздеи под формата на лъвска лапа, с която планира да убие шефа си, имитирайки нападение на лъв. Убийството е извършено близо до клетката на лъва и усетило миризмата на кръв, възбуденото животно неочаквано се нахвърля върху госпожа Рондър, когато тя – според плана – отваря вратата на клетката. Въпреки виковете за помощ, Леонардо страхливо побягва и госпожа Рондър едва избягва смъртта. Бившите любовници повече не са се срещали. Макар да презира Леонардо заради проявеното малодушие, госпожа Рондър не е искала да го предаде на правосъдието. Едва след като неотдавна е научила, че той се е удавил в някаква река, се е решила да сподели трагичната история с Холмс.
Холмс разубеждава явно съкрушената от ужасното обезобразяване госпожа Рондър от мисълта за самоубийство. Скоро след срещата, на Бейкър Стрийт идва колет: шишенце с отрова – циановодородна киселина, от която госпожа Рондър, следвайки съвета на Холмс, е решила да не се възползва.